# Ceraclea hygieia
Ceraclea hygieia là một loài Trichoptera trong họ Leptoceridae. Chúng phân bố ở miền Ấn Độ - Mã Lai.